# 1921-es angol labdarúgókupa-döntő
Az 1921-es FA-kupa-döntőt 1921. április 23-án rendezték a Stamford Bridge-en. A két részt vevő csapat a Tottenham Hotspur és a Wolverhampton Wanderers volt. A Spurs Jimmy Dimmock góljával nyerte meg – története során másodszor – a kupát.

## A mérkőzés
| 1921. április 23. |

| Tottenham Hotspur | 1–0   | Wolverhampton Wanderers |
| ----------------- | ----- | ----------------------- |
| Dimmock 53'       | (0–0) |                         |

| Stamford Bridge, London Nézőszám: 72 805 Játékvezető: J. Davies |

| TOTTENHAM HOTSPUR: |  |                        |  |
|                    |  |                        |  |
|                    |  | Alex Hunter            |  |
|                    |  | Tommy Clay             |  |
|                    |  | Bob McDonald           |  |
|                    |  | Bert Smith             |  |
|                    |  | Sonny Walters          |  |
|                    |  | Arthur Grimsdell (csk) |  |
|                    |  | Jimmy Banks            |  |
|                    |  | Jimmy Seed             |  |
|                    |  | Jimmy Cantrell         |  |
|                    |  | Bert Bliss             |  |
|                    |  | Jimmy Dimmock          |  |
| Edző:              |  |                        |  |
| Peter McWilliam    |  |                        |  |

| WOLVERHAMPTON WANDERERS: |  |                  |  |
|                          |  |                  |  |
|                          |  | Noel George      |  |
|                          |  | Maurice Woodward |  |
|                          |  | George Marshall  |  |
|                          |  | Val Gregory      |  |
|                          |  | Joe Hodnett      |  |
|                          |  | Alf Riley        |  |
|                          |  | Tancy Lea        |  |
|                          |  | Frank Burrill    |  |
|                          |  | George Edmonds   |  |
|                          |  | Arthur Potts     |  |
|                          |  | Sammy Brooks     |  |
| Edző:                    |  |                  |  |
| Jack Addenbrooke         |  |                  |  |

## Út a döntőbe
| 1. kör: Tottenham 6–2 Bristol Rovers 2. kör: Tottenham 4–0 Bradford City 3. kör: Southend United 1–4 Tottenham 4. kör: Tottenham 1–0 Aston Villa Elődöntő: Tottenham 2–1 Preston North End | 1. kör: Wolves 3–2 Stoke City 2. kör: Derby County 1–1 Wolves Visszavágó: Derby 0–1 Wolves 3. kör: Fulham 0–1 Wolves 4. kör: Everton 0–1 Wolves Elődöntő: Wolves 0–0 Cardiff City Visszavágó: Wolves 3–1 Cardiff |